# Faustball-Europameisterschaft der Frauen 2000
Die 4. Faustball-Europameisterschaft der Frauen fand am 2. und 3. September 2000 in Schaffhausen (Schweiz) statt. Die Schweiz war zum ersten Mal Ausrichter der Faustball-Europameisterschaft der Frauen.

## Platzierungen
| Rang | Land        |
| ---- | ----------- |
| 1.   | Schweiz     |
| 2.   | Deutschland |
| 3.   | Österreich  |
| 4.   | Italien     |
| 5.   | Tschechien  |